# Кислотність сполук
Кисло́тність сполу́ки (англ. acidity of a compound) — для кислот Бренстеда означає схильність сполуки діяти як донор гідрону. Кількісно може бути виражена константою дисоціації кислоти у воді або якомусь іншому специфічному середовищі. Для кислот Льюїса характеризується константами асоціації аддуктів Льюїса та π−аддуктів.